# مدرسة موهلر الثانوية
مدرسة موهلر الثانوية (/ˈmoʊlər/ MOH-lər) (بالإنجليزية: Moeller High School)‏، المعروفة باسم موهلر، هي مدرسة ثانوية للذكور فقط خاصة تحضيرية في ضواحي سينسيناتي، في مقاطعة هاميلتون، أوهايو. وهي حاليًا واحدة من أربع مدارس ثانوية كاثوليكية فقط في منطقة سينسيناتي.

## خريجون متميزون

### الإعلام
- بول كيلز - مذيع مسرحي في كرة القدم وكرة السلة بجامعة ولاية أوهايو على WBNS-FM

### السياسة
- جون بونر - عضو الكونجرس الأمريكي عن الدائرة الثامنة للكونغرس في ولاية أوهايو ورئيس مجلس النواب الحادي والستين للولايات المتحدة [1]
- فرانك بروغان - نائب حاكم فلوريدا.
- توم راجا - ممثل ولاية أوهايو، مرشح جمهوري سابق لمنصب نائب حاكم ولاية أوهايو
- بوب شافر - عضو الكونجرس الأمريكي عن منطقة الكونجرس الرابعة في كولورادو، عضو مجلس الشيوخ عن ولاية كولورادو 1987-1996، رئيس مجلس التعليم بولاية كولورادو.
- جو أوكر - عضو مجلس الشيوخ عن ولاية أوهايو

### الرياضات

#### البيسبول
- الأصدقاء الجرس - ضابط أول سابق ومدير[2]
- ديفيد بيل - ابن بادي بيل ؛ لاعب بيسبول محترف مدير سينسيناتي ريدز
- مايك بيل - ابن بادي بيل وشقيق ديفيد بيل ؛ لاعب القاعدة الثالث السابق لفريق سينسيناتي ريدز [3]
- أندرو براكمان - لاعب بيسبول محترف
- كين غريفي جونيور - لاعب دفاع سابق/ضارب معين لفريق سياتل مارينرز وسينسيناتي ريدز وشيكاغو وايت سوكس
- آدم هيزدو - لاعب بيسبول محترف
- باري لاركن - شورت ستوب سابق[2] لعضو سينسيناتي ريدز وقاعة مشاهير البيسبول الوطنية
- ستيفن لاركن - شقيق باري لاركن ؛ ضابط القاعدة الأول السابق لفريق سينسيناتي ريدز
- بيل لونج - لاعب بيسبول محترف
- لين ماتوشيك - لاعب دفاع رئيسي[3]
- إريك سوركامب - لاعب بيسبول محترف
- برنت سوتر - لاعب بيسبول محترف لفريق ميلووكي برورز
- أليكس ويمرز - لاعب بيسبول محترف لفريق ميامي مارلينز
- فيل ديهل - لاعب بيسبول محترف لفريق سينسيناتي ريدز

#### كرة السلة
- جوش دنكان - لاعب كرة سلة محترف جامعي ودولي، جامعة كزافييه
- بايرون لاركن - لاعب كرة سلة جامعي، هداف جامعة Xavier طوال الوقت [4]
- كوين ماكدويل - لاعب كرة سلة جامعي ومحترف، كلية ويليام وماري
- مايك سيلفستر - لاعب جامعي ولاعب كرة سلة محترف، جامعة دايتون
- جاكسون هايز - لاعب كرة سلة جامعي ومحترف، 2019 الجولة الأولى من اختيار يانصيب NBA (رقم 8)، كرة السلة للرجال في فريق تيكساس لونغهورن
- مايلز ماكبرايد - لاعب كرة سلة جامعي ومحترف، 2020 الجولة الثانية من اختيار NBA Draft (# 36)، كرة السلة للرجال في ويست فيرجينيا ماونتنيرس

#### كرة القدم
- دوج ويليامز - محترف كرة القدم في جامعة كنتاكي - هيوستن أويلرز التدخل الهجومي
- ستيف سيلفستر . جامعة نوتردام، أوكلاند رايدرز هجومي لينمان، 3 حلقات سوبر بول [5]
- بوب كرابيل (1978) - نوتردام كل أمريكا ولاعب كرة قدم محترف وفئة مشاهير كرة القدم في الكلية الوطنية لكرة القدم التابعة لمؤسسة كرة القدم الوطنية لعام 2017
- روس هويسمان - رئيس مدرب كرة القدم بالكلية لفريق ريتشموند سبايدرز
- جريج جونز - الظهير، تينيسي جبابرة ؛ جميع الأمريكيين في ولاية ميشيغان ؛ بطل Super Bowl XLVI
- مارك كامبهاوس - ارينا لكرة القدم قورتربك، ألباني فايربيردز
- مايكل مونيوز - رجل خط هجوم جامعي لكرة القدم ؛ ابن أنتوني مونيوز
- روب مورفي - رجل خط هجوم أمريكي لمرتين في جامعة ولاية أوهايو، 6 سنوات في اتحاد كرة القدم الأميركي، 6 سنوات في CFL
- مات تينانت - 2010 اختيار الجولة الخامسة لفريق نيو أورلينز ساينتس خارج كلية بوسطن
- توم وادل - لاعب كرة قدم محترف لفريق شيكاغو بيرز . شخصية إذاعية على ESPN 1000 AM في شيكاغو
- جريج هدسون - مدرب كرة القدم NCAA - نوتردام، بيرديو، ولاية فلوريدا، شرق كارولينا، مينيسوتا، سينسيناتي، كونيتيكت.
- ريكو موراي - وكيل مجاني غير مصاغ موقعة من قبل سينسيناتي بنغالز .
- توني هنتر - لاعب كرة قدم محترف لبوفالو بيلز ولوس أنجيليس رامز. الاختيار الثاني عشر في الجولة الأولى من 1983 مشروع NFL . اسكواش كابتن في كرة القدم والمسار وكرة السلة.
- جريج هنتنغتون - لاعب كرة قدم أمريكي
- ستيف أبكي - لاعب كرة قدم أمريكي
- سام هوبارد - لاعب كرة قدم أمريكي لفريق سينسيناتي بنغلس
- ديفيد ليبينكوت - مدرب كرة القدم الأمريكية لفريق أوكلاند رايدرز
- ستيف نيهاوس - كان لاعب خط دفاعي في اتحاد كرة القدم الأميركي . كان أول اختيار على الإطلاق لفريق سياتل سي هوكس واللاعب الثاني الذي تم اختياره في مسودة اتحاد كرة القدم الأميركي لعام 1976 .

### مجالات أخرى
- برينت بريسبان - الكنز هنتر - أحد مؤسسي 1715 Fleet - Queens Jewels، LLC
- جاك نوريس - رئيس وشريك مؤسس في فيجان آوتريتش

## أعضاء هيئة التدريس والموظفين البارزين
- بوب كرابيل (2000-2007) - لاعب وسط نوتردام أول أمريكي ومحترف في كرة القدم ؛ فيما بعد، المدير الفني ومعلم الدين في مدرسة موهلر[6]
- جيري فاوست - مدرب كرة القدم الرئيسي في مولر ؛ فيما بعد مدرب رئيسي في جامعة نوتردام وجامعة أكرون
- جيفري جيرارد - كاتب الخيال؛ وهو رئيس القسم الحالي ومعلم اللغة الإنجليزية في مدرسة موهلر[7]
- تيم روز (1964-1966) - مساعد مدرب في مدرسة موهلر. في وقت لاحق رئيس مدرب كرة القدم في جامعة ميامي